# 中沢雪城
中沢 雪城（なかざわ せつじょう、文化7年（1810年） - 慶応2年2月1日（1866年3月17日））は、江戸時代後期に活躍した書家。名は俊卿、字は子国、通称を行蔵という。雪城は号で雪生とも号した。堂号は蕭間堂。

## 業績
巻菱湖（幕末の三筆の一人）の高弟で、流麗な書風をもって大いに流行し、菱湖四天王の一人に数えられた。雪城の門下から巖谷一六・西川春洞・金井金洞の大家が輩出した。

## 略歴
越後長岡（現在の新潟県長岡市）藩士・中沢俊福の二男として生まれた。天保7年（1836年）巻菱湖の門に入り、よく師風を継いだ。資性は豪放磊落であったという。三重県津藩の藤堂侯に仕え、両国薬研堀（現在の東日本橋）に住した。肥前蓮池藩主・鍋島直与からも目をかけられ、天保10年（1839年）10月に同藩の江戸藩邸に招かれたほか、弘化2年（1845年）9月には蓮池を訪れ直与に対面を果たしている。安政4年（1857年）49歳のとき、斎藤拙堂と『三体筆陣雋語』（さんたいひつじんしゅんご）を著し、慶応2年（1866年）57歳で没した。
菱湖四天王の中では萩原秋巌に次いで手がけた石碑の数が多く、全国に28基を確認できる。

## 師弟関係
- 巻菱湖
  - 中沢雪城
    - 巖谷一六
    - 西川春洞
    - 金井金洞